# Otto Moll
Otto Moll (* 4. März 1915 in Hohen Schönberg bei Kalkhorst, Nordwestmecklenburg; † 28. Mai 1946 in Landsberg am Lech) war ein deutscher SS-Hauptscharführer und Täter des Holocaust, der im KZ Auschwitz-Birkenau als Chef der Gaskammern und Krematorien fungierte. Er wurde nach dem Ende des Zweiten Weltkrieges als Kriegsverbrecher hingerichtet.

## Leben
Otto Moll trat nach einer Berufsausbildung als Gärtnergehilfe im Jahr 1933 in den freiwilligen Arbeitsdienst in Velten ein. Im Mai 1935 wurde er als Anwärter zur SS-Totenkopfstandarte Brandenburg in Oranienburg nördlich von Berlin eingezogen und am 16. November 1936 endgültig in die SS aufgenommen (SS-Nr. 267.670). Am 30. September 1937 beantragte er die Aufnahme in die NSDAP und wurde rückwirkend zum 1. Mai desselben Jahres aufgenommen (Mitgliedsnummer 5.865.260). Moll war musikalisch aktiv und Mitglied im SS-Spielmannszug. Während einer Fahrt mit diesem Spielmannszug von Bernau nach Oranienburg kollidierte der Lastwagen der SS mit einem PKW; ein SS-Mann wurde getötet, Moll lebensgefährlich verletzt. Er lag mehrere Monate im Krankenhaus Bernau, laborierte an einem Schädelbruch und hatte ein Auge verloren. Hans Schmid, der sich eingehend mit Moll beschäftigt hat, hält es für möglich, dass dieser seit dem Unfall unter dem Frontalhirnsyndrom litt (Posttraumatisches organisches Psychosyndrom, ICD-10 F07.2). Ein amerikanischer Forensiker untersuchte u. a. Zeugenaussagen über die Taten Molls sowie dessen Schriftbild und kam zu dieser Diagnose. Beim Frontalhirnsyndrom handelt es sich um einen organischen Schaden, der sich in psychotischem oder psychopathischem Verhalten ausdrücken kann. Prägend sind dabei eine Abstumpfung der Gefühle, übersteigerte Unternehmungslust, allgemeine Enthemmung und besondere Mitleidlosigkeit. Schmid bespricht Molls Verbrecherkarriere unter starker Berücksichtigung dieses Krankheitsbildes und kommt zu dem Schluss, dass es sich bei ihm um einen körperlich und geistig kranken Menschen handelte, der von einem verbrecherischen Regime bewusst als Mörder instrumentalisiert wurde. Den Tatbestand des „normalen Deutschen“, der zum Täter wurde, erfüllt Moll insofern nicht.
Nach seiner Genesung war Moll von 1938 bis 1941 im KZ Sachsenhausen als Kommandoführer der Gärtnerei tätig. Bereits hier wurde er vom Adjutanten des Lagers, Rudolf Höß, protegiert. Nachdem Höß Kommandant des Lagers Auschwitz geworden war, holte er Moll am 2. Mai 1941 zwecks Errichtung landwirtschaftlicher Betriebe dorthin. Durch seinen Tatendrang und seine Härte begünstigt, wurde Moll im Juni 1942 Führer der berüchtigten Strafkompanie, deren Gefangene die Torturen selten überlebten. Infolge des von Heinrich Himmler angeordneten Ausbaus von Auschwitz zum Vernichtungslager widmete sich Moll fortan vorrangig der Tötung von Menschen. Bevor es zur Einrichtung der großen Krematorien und Gaskammern in Auschwitz-Birkenau kam, leitete er gemeinsam mit Franz Hößler die Massentötungen bei den sog. Bunkern I und II. Bei diesen Bunkern handelte es sich um zwei enteignete Gehöfte jenseits des befestigten Lagergeländes, in denen provisorische Gaskammern etabliert worden waren; in ihrer unmittelbaren Nähe wurden Massengräber ausgehoben, in denen mehrere hunderttausend Leichen verscharrt wurden. Nachdem es zu einigen Todesfällen unter SS-Leuten und Angehörigen infolge verunreinigten Grundwassers gekommen war, wurden die Gruben geöffnet und die Leichen verbrannt. Moll oblag die Aufsicht über das dafür zuständige sog. Sonderkommando, dessen Mitglieder meist aus Juden, die aus Transporten selektiert worden waren, bestanden. Zu den Arbeiten, die sie zu verrichten hatten, gehörten u. a. die Räumung der Gaskammern und die Verbringung der Toten in die Feuergruben bzw. die Krematoriumsöfen. Viele Änderungen, die den Vernichtungsablauf perfektionierten, sind auf Molls manisches Engagement zurückzuführen.
Bereits am 30. April 1943 wurde Otto Moll mit dem Kriegsverdienstkreuz 1. Klasse mit Schwertern ausgezeichnet. Dieser Umstand wirft ein bezeichnendes Licht auf seine Bedeutung für die Judenvernichtung. Neben ihm wurden im Lager nur der Kommandant Höß und Josef Klehr mit diesem Orden versehen. Klehr war als Chef des Desinfektionskommandos für den Einwurf des Zyklon B in die Gaskammern zuständig und tötete als sog. Sanitätsdienstgrad mutmaßlich über 10.000 Häftlinge eigenhändig durch Phenoleinspritzungen ins Herz. – Grundsätzlich liegen für das Jahr 1943 nur wenige Informationen übers Molls Tätigkeit vor. Seine Arbeit in den Vernichtungsanlagen dürfte mit dem Jahreswechsel 1942/43 vorläufig beendet gewesen sein; Hans Schmid vermutet, dass Moll erkrankt war; anders sei seine Abwesenheit in der Zeit der Inbetriebnahme der großen Gaskammern nicht erklärlich. Im September 1943 wurde Moll zum Lagerführer des Nebenlagers Fürstengrube ernannt, in März und April 1944 war er Lagerführer von Gleiwitz I. Auch hier war er als besonders brutal und grausam gefürchtet. – Während all der Zeit in Auschwitz lebte Moll mit seiner Ehefrau und zwei während jener Jahre geborenen Töchtern vor Ort; seine erste Gattin, die ebenfalls im KZ-Dienst tätige Elli Unruh, war bereits 1940 an einer Blutvergiftung gestorben. Nur wenige Wochen später hatte er erneut geheiratet.
Molls verbrecherische Karriere erreichte mit der Vernichtung der ungarischen Juden im Sommer 1944 ihren Höhepunkt. Bereits seit dem Frühjahr 1943 existierten vier große Krematorien in Auschwitz-Birkenau, mit deren Leitung er dann von Mai bis September 1944 betraut war. In dieser Zeit wurden unter seinem Kommando etwa 400.000 Menschen in den Gaskammern getötet. Molls Bedeutung bei diesem Verbrechen war erneut auf Rudolf Höß zurückzuführen, der zwar seinen Kommandantenposten im Dezember 1943 geräumt hatte, aber als Standortältester eigens für die Koordinierung der Vernichtungsaktion ins Lager zurückkehrte. Das berühmte Gruppenfoto der Auschwitzer Massenmörder aus dem Album des Adjutanten Karl-Friedrich Höcker zeigt Moll direkt an Höß’ Seite, was seine wichtige Rolle im Judenmord betont. Höß band Moll als Chef aller Gaskammern und Krematorien an zentraler Position in die Arbeiten ein und stattete ihn mit allgemeiner Handlungsgewalt aus. Dazu gehörte auch die Reaktivierung des Bunkers II als neuer Bunker V, um den Massenmord schneller durchführen zu können. Moll war sich der Tatsache bewusst, dass die vorgesehenen zehn- bis fünfzehntausend Leichen täglich die Öfen der Krematorien überfordern würden. Er ließ daher einige Verbrennungsgruben neben Krematorium IV und am Bunker V ausheben, die er mit einem selbsterdachten Rinnensystem versah. Das Fett der verbrennenden Leichen konnte so abgeleitet, gesammelt, von Häftlingen mit Eimern aufgenommen und zur Befeuerung in die Flammen gekippt werden.
Moll galt dem Pathologen Miklós Nyiszli, der für den SS-Arzt Josef Mengele in den Räumlichkeiten der Krematorien Experimente und anatomische Arbeiten durchführen musste, als „wahnsinnigster Mörder des Weltkrieges“. Es liegt eine kaum überschaubare Zahl von Zeugenaussagen vor, die die Grausamkeit Molls erahnen lassen. Unzählige eigenhändige Morde sind durch Zeugen verbürgt. Moll tat sich insbesondere bei der Tötung von Frauen und Kleinkindern hervor. So führte er laut Filip Müller oftmals attraktive Jüdinnen an den Rand der Feuergruben, um sich an ihrer Angst zu erfreuen. Er sagte ihnen lüsterne Worte ins Ohr, gab ihnen dann einen Schuss in den Hinterkopf und ließ sie ins Feuer fallen. Mehrfach soll er auch Säuglinge totgetreten haben. Abraham Shuls gab in einer Zeugenaussage 1946 an, dass Moll „Schweinemetzger genannt wurde, weil er kein Mensch, sondern ein Schlächter war, der Kinder lebendig ins Feuer geschmissen hat“. Selbst unter SS-Leuten war Moll für seine Grausamkeit berüchtigt: Bernhard Walter, der viele der berühmten Aufnahmen aus dem Auschwitz-Album schoss, nannte Moll einen berüchtigten und selbst für Auschwitzer Verhältnisse auffälligen Judenhasser.
Der Überlebende des Sonderkommandos Filip Müller beschrieb Molls Untaten am detailreichsten. So berichtet Müller u. a. über die von Otto Moll praktizierte sadistische Todesfolter des „Froschschwimmens“: Moll jagte ausgesuchte Häftlinge in einen der Löschteiche neben den Krematorien und zwang sie mit vorgehaltener Waffe, dort unter ständigem Quaken bis zum Erschöpfungstod zu schwimmen. Moll inszenierte sich bei seinen Folter-Perversionen auch als grausamer Spielleiter von ihm neu erdachter Lagerspiele wie des „Ziegelstoßens“: Zwei Häftlingsgruppen mussten auf Zeit möglichst viele Ziegelsteine zerschlagen; die Verlierer-Mannschaft wurde an Ort und Stelle von Moll erschossen. Filip Müller berichtet außerdem davon, dass Moll oft durch die Masse der zur Vergasung vorgesehenen Ankömmlinge schlenderte, sie beim Ausziehen beobachtete und Kleinkinder mit Süßigkeiten von ihren Müttern fortlockte, um sie draußen ins siedende Fett der Feuergruben zu werfen. Moll habe unter dem krankhaften Drang gestanden, ohne Unterlass zu foltern und zu töten. Er erschlug kleine Personengruppen mit Knüppeln und Eisenstangen, übergoss Menschen mit Benzin und zündete sie an, warf des Diebstahls überführte Häftlinge zur Strafe in den Krematoriumsofen, hetzte Hunde auf seine Opfer, trieb sie gegen elektrisch geladene Zäune und zerschmetterte Kinder vor den Augen ihrer Mütter an Betonwänden. Opfergruppen von jeweils bis zu 200 Personen wurden von Moll und seinen engsten Mitarbeitern, den Kommandoführern Josef Eckhardt und Ewald Kelm, eigenhändig erschossen oder lebendig ins Feuer hinter Krematorium IV oder Bunker V gestoßen, da die Verwendung von Giftgas als Verschwendung bewertet wurde. Dieses Vorgehen bestätigte auch Hermann Langbein, nach dessen Angaben sein Chef, der Standortarzt Eduard Wirths, die Lebendverbrennung ungarischer Kinder beobachten konnte. Auch Kranke, Alte und Invaliden wurden von Moll oder dementsprechend instruierten Kollegen mit Lastwagen an die Feuergruben delegiert und lebendig in die Flammen gekippt. Diese Vorgehensweise spielte etwa in der Gerichtsverhandlung gegen den SS-Mann Willi Sawatzki im Jahr 1978 eine große Rolle.
Nach Beendigung der Ungarn-Aktion wurde Moll durch seinen Untergebenen Erich Mußfeldt abgelöst und spätestens im Herbst 1944 wieder Lagerleiter von Gleiwitz I. Beim Näherrücken der sowjetischen Armee im Januar 1945 beaufsichtigte er einen Todesmarsch gen Westen. Laut Zeugenaussagen soll Moll im Januar und Februar kurzzeitig zwischen dem KZ Sachsenhausen und dem KZ Ravensbrück mit einer Gruppe von Spezialisten gependelt sein, um dort Vergasungen und Erschießungen durchzuführen. Diesem Sachverhalt widmete sich Stefan Hördler, dem es gelang herauszustellen, dass Molls Expertise als Massenmörder auch nach Auschwitz in Anspruch genommen wurde. Wiederum im Auftrag von Rudolf Höß, dessen Dienststelle in Ravensbrück lag, töteten Moll und seine Mitarbeiter binnen drei Wochen mindestens 4252 Personen. Seit dem 25. Februar 1945 war er Lager- und/oder Arbeitsdienstführer eines oder mehrerer Lager des Außenlagerkomplexes Kaufering des KZ Dachau. Auch hier hat Moll Häftlinge misshandelt und getötet und ihre Versorgung willentlich vernachlässigt. Nach übereinstimmenden Aussagen ehemaliger Häftlinge und Zwangsarbeiter war er Ende April 1945 auf dem Todesmarsch von Dachau nach Tirol an der Erschießung von mindestens 120 sowjetischen Zwangsarbeitern bei Buchberg beteiligt. Der zuletzt im KZ-Außenlager Kaufering II – Igling inhaftierte Kapo Wilhelm Metzler gab an, dass Moll 26 sowjetische Zwangsarbeiter eigenhändig erschossen habe.
Moll wurde Anfang Mai 1945 verhaftet und am 15. November 1945 im Dachau-Hauptprozess im Rahmen der Dachauer Prozesse von einem amerikanischen Militärgericht als Kriegsverbrecher angeklagt und am 13. Dezember 1945 mit 35 weiteren Angeklagten zum Tod durch den Strang verurteilt. Im Urteil berücksichtigt wurden seine individuellen Exzesstaten, darunter die Misshandlung von Häftlingen und die Erschießung von Gefangenen auf dem von Kaufering ausgehenden Evakuierungsmarsch. Seine Verbrechen in Auschwitz waren nicht Teil der Anklage und wurden damit nie gerichtlich geahndet. Ein halbes Jahr nach seinem Todesurteil wurde er am Rande des Nürnberger Prozesses mit seinem ehemaligen Vorgesetzten Rudolf Höß konfrontiert. Während dieser die eigenen Verbrechen zugab und auch den Tätigkeitsbereich seines Untergebenen klar beschrieb, stritt Moll die Beteiligung an der Judentötung weitestgehend ab.
Otto Moll wurde am 28. Mai 1946 im Hof des Kriegsverbrechergefängnisses Landsberg hingerichtet.